# Misoescala
Misoescala es una escala de fenómenos meteorológicos que los agrupa en tamaños de 40 m a cerca de 4 km; incluyendo rotaciones dentro de una tormenta.